# Deicide
A Deicide egy amerikai death metal együttes. A stílus egyik leghírhedtebb képviselője a Cannibal Corpse és a Morbid Angel mellett, ugyanakkor az egyik leghosszabb életű death metal zenekar. Vezetője a sátánista imázsú Glen Benton.

## Történet
Amon néven alakultak 1987-ben Floridában. Benton garázsában vették fel első 8-számos demójukat (Feasting The Beast), melyen a Sodom, a Destruction, a Slayer, a Venom, a Bathory, a Possessed és a Death hatása is érződött. A második demót (Sacrifical) 1989-ben a floridai Morrisound stúdióban rögzítették Scott Burns irányításával. Tagcseréket követően Carnage-re változtatták a nevüket.
1989-ben vették fel a Deicide nevet, miután szerződést kötöttek a Roadrunner kiadóval. A zenekar hamar hirhedtté vált a sátánista imázs miatt. A bemutatkozó album dalszövegeiben Benton főleg a kereszténygyűlöletnek és az okkult/sátánista gondolatoknak adózott, kivétel a Manson-famíliáról íródott Lunatic of God's Creation, vagy a szektavezér, Jim Johnes cselekedeteiről szóló Carnage in the Temple of the Damned. Benton egy interjúban megígérte, hogy 33 évesen saját kezűleg vet véget életének, de leglátványosabb cselekedete az volt, amikor egy felhevített fordított kereszttel bélyegezte meg saját homlokát.
Botrányos koncertjeik révén, valamint az 1992-es Legion lemezzel ez idő tájt az egyik legnépszerűbb death metal együttessé váltak. Már az első lemez is figyelemre méltó alkotás volt, de a Legion még jobbra sikerült. Hatalmasat fejlődtek hangszeres játék terén, főleg Steve Asheim a dobok mögött, de a zene is a komplexitásra és a tempóváltásokra összpontosult. Harmadik lemezük Once Upon The Cross címmel jelent meg 1995-ben. A korongon felhagytak a komplexitással, inkább az első album irányvonalát követték. A zenekart ismét botrányok övezték, ezentúl a borító miatt. Ez ugyanis Jézus Krisztust ábrázolta, boncolás után, toroktól ágyékig felnyitva és letakarva egy átvérzett fehér lepedővel. A belső borítón pedig ott a lepedő nélküli úgymond cenzúrázatlan verzió, amelyet egy brit festő, Trevor Brown készített.
Az 1990-es évek második felére a botrányok elcsendesedtek, lemezeik színvonala is inkább csak gyenge stílusgyakorlatnak nevezhetőek (pár kiugró szám kivételével). 2004-ben a Hoffman-testvérek helyére Jack Owen (ex-Cannibal Corpse) és Ralph Santolla (Obituary, ex-Iced Earth, Death, Sebastian Bach, Millenium) érkezett. Ez a változás minőségi ugrást jelentett, a kiváló 2006-os Stench of Redemption képében. Habár a 2008-as Till Death Do Us Parton már nem játszik Santolla, attól még a lemez ismét egy ereje teljében lévő Deicide-ot mutatott.

## Tagok
Jelenlegi tagok
- Glen Benton – ének, basszusgitár (1987–napjainkig)
- Jack Owen – gitár (2004–napjainkig)
- Kevin Quirion – gitár (2009–napjainkig)
- Steve Asheim – dobok, ütőhangszerek, alkalmanként gitár (1987–napjainkig)

Korábbi tagok
- Brian Hoffman – gitár (1987–2004)
- Eric Hoffman – gitár (1987–2004)
- Ralph Santolla – gitár (2005–2007)

Vendégzenészek
- Dave Suzuki – gitár (koncerteken, 2004–2005)
- Seth Van Loo – ének (koncerteken, 2007), Glen Benton helyetteseként

## Diszkográfia
Stúdiólemezek
- Deicide (1990)
- Legion (1992)
- Once Upon the Cross (1995)
- Serpents of the Light (1997)
- Insineratehymn (2000)
- In Torment in Hell (2001)
- Scars of the Crucifix (2004)
- The Stench of Redemption (2006)
- Till Death Do Us Part (2008)
- To Hell with God (2011)
- In the Minds of Evil (2013)
- Overtures of Blasphemy (2018)
- Banished by Sin (2024)

Válogatáslemezek
- Amon, Feasting the Beast (1993)
- The Best of Deicide (2003)

Koncertlemezek
- When Satan Lives (1998)
- Doomsday L.A. (2007)

DVD-k
- When London Burns (2006)
- Doomsday L.A. (2007)